# Église Saint-François-d'Assise de Brazzaville
L'église Saint-François-d'Assise est une église catholique située à Brazzaville, capitale politique de la République du Congo.
Elle dépend de l'archidiocèse de Brazzaville (Archidioecesis Brazzapolitanus), érigé le 14 septembre 1955 par la bulle Dum Tantis du Pape Pie XII, inclus dans la province ecclésiastique de Brazzaville. Elle est dédiée à Saint François d'Assise. Elle a été visitée par un cardinal de Rome et le pape Jean Paul 1

## Localisation
L'église Saint-François-d'Assise se trouve dans la rue Lucien Fourneau, quartier ravin de la Glacière, dans Bacongo, le deuxième arrondissement de Brazzaville. Il côtoie le Rond-Point des Combattants, véritable nom du « rond-point du Centre Culturel Français (CCF), devenu Institut français » et le ministère du Plan, ainsi que d'autres ministères.

## Histoire
La construction de l'église Saint-François-d'Assise a été commanditée par la Congrégation du Saint-Esprit, présente depuis le début de l'évangélisation du Congo.
Jusqu'en 1933, la cathédrale du Sacré-Cœur de Brazzaville ne disposait que d'une chapelle de secours comme annexe dans ce qui n'était alors que le village de Bacongo. La chapelle en briques, assez grande, est ensuite transformée en école villageoise. À la place, est construite d'urgence, une véritable église, « réalisation architecturale très moderne, conçue dans la dimension et le genre de celles qu'on élève aujourd'hui dans la banlieue de nos villes »,.
Le Père Ange Dréan C.S.Sp., vétéran du Congo, qui vient juste de célébrer ses noces d'argent, est le curé de la paroisse. Il vit malheureusement les derniers moments de sa vie et meurt à Dakar; le 19 décembre 1933, en route pour la France. Il y est remplacé par le Père Jean Hirlemann, aidé par le Père Raymond de la Moureyre,,. Ils avaient à leur charge le service de l’hôpital général (actuel quartier ministériel), la cité de Bacongo et toute la mission de Goma Tsé-Tsé. 
Les deux pères sont remplacés en 1940 par les Pères Jean Le Duc et Jean-Marie Morvan. 
À cette époque, Saint-François est fréquentée à la fois par les autochtones et par les Européens. 
En 1946, Goma Tsé-Tsé est détaché de Saint-François. Puis, en 1948, Saint-François devient la paroisse des Européens de Brazzaville, en plus du service de l’hôpital. En effet, sous l'insistance du Père Ramaux, Mgr Paul Biéchy, alors archevêque de Brazzaville, accepte la création d'une nouvelle paroisse à Bacongo. Ce sera chose faite le 27 mai 1949. 
Entre 1947 et 1949, le Père Joseph Auzanneau est curé avec pour vicaire l'abbé Fulbert Youlou. Ce dernier, de par son investissement dans les associations, notamment auprès des jeunes de l'ethnie lari, parvient habilement à se faire passer pour un interlocuteur de Matswa. Ce qui lui permet d’exercer une certaine influence sur ses disciples. Les matswanistes sont les adeptes d'un mouvement messianique remettant en cause le colonialisme et fondé par André Matswa, mort en prison en 1942. 
De 1950 à 1954, le Père de la Moureyre, revient à Saint-François comme curé. Il fait construire le Mbongui, grande salle pour réunions et activités récréatives. 
En 1952, d'un point de vue administratif, Brazzaville comprenait la ville européenne et deux cités indigènes. La ville européenne abrite les commerces dans le quartier de la Plaine et s'étend vers Le Plateau où se trouvent les administrations et l'actuel quartier présidentiel, en longeant le pool Malebo. La première cité indigène Poto-Poto (actuel arrondissement 3) se prolongeait jusqu'à l'actuel arrondissement 5 Ouenzé. La seconde cité indigène Bacongo est limitrophe de la résidence du chef de l'Etat et abrite la Case De Gaulle, résidence de l'ambassadeur de France.
Sur le plan religieux, le quartier de La Plaine est desservi par la cathédrale du Sacré-Cœur qui marque l’emplacement de la première mission fondée par Mgr Augouard,. L'église Saint-François-d'Assise dessert quant à elle le Plateau, Bacongo et le reste de la zone sud de Brazzaville. La zone nord de Brazzaville est desservie par l'église Sainte-Anne.
Entre 1954 et 1957, le Père Jean Morizur est curé. Il le sera une seconde fois dans les années 1980, et entreprend des aménagements dans les différents bâtiments de la paroisse. C'est aussi à cette époque que s'installe à Saint-François une communauté de sœurs polonaises : les Sœurs de Saint-Joseph de Tarnów.
De nos jours, Saint-François dispose d'une vingtaine de mouvements et de groupes d’apostolat et de spiritualité.